# Plocama crocyllis
Plocama crocyllis är en måreväxtart som först beskrevs av Otto Wilhelm Sonder, och fick sitt nu gällande namn av Maria Backlund och Mats Thulin. Plocama crocyllis ingår i släktet Plocama och familjen måreväxter. Inga underarter finns listade i Catalogue of Life.